# Albanië op de Middellandse Zeespelen
Albanië is een van de landen die deelnemen aan de Middellandse Zeespelen.

## Overzicht
Albanië debuteerde op de tiende editie van de Middellandse Zeespelen, in 1987 in het Syrische Latakia. Sinds 1987 hebben de Albanezen aan elke editie deelgenomen. Het land won tot op heden 49 medailles, waarvan elf gouden. De succesvolste Middellandse Zeespelen voor het Albanese team waren die van 2013 in het Turkse Mersin. Atlete Luiza Gega is met twee gouden en één zilveren medaille de beste Albanese atleet ooit op de Middellandse Zeespelen.

## Medaillespiegel
| Editie                    | Goud          | Zilver        | Brons         | Totaal        | Rang          |
| Alexandrië 1951           | Geen deelname | Geen deelname | Geen deelname | Geen deelname | Geen deelname |
| Barcelona 1955            | Geen deelname | Geen deelname | Geen deelname | Geen deelname | Geen deelname |
| Beiroet 1959              | Geen deelname | Geen deelname | Geen deelname | Geen deelname | Geen deelname |
| Napels 1963               | Geen deelname | Geen deelname | Geen deelname | Geen deelname | Geen deelname |
| Tunis 1967                | Geen deelname | Geen deelname | Geen deelname | Geen deelname | Geen deelname |
| İzmir 1971                | Geen deelname | Geen deelname | Geen deelname | Geen deelname | Geen deelname |
| Algiers 1975              | Geen deelname | Geen deelname | Geen deelname | Geen deelname | Geen deelname |
| Split 1979                | Geen deelname | Geen deelname | Geen deelname | Geen deelname | Geen deelname |
| Casablanca 1983           | Geen deelname | Geen deelname | Geen deelname | Geen deelname | Geen deelname |
| Latakia 1987              | 3             | 1             | 4             | 8             | 11            |
| Athene 1991               | 0             | 4             | 4             | 8             | 14            |
| Languedoc-Roussillon 1993 | 0             | 2             | 0             | 2             | 14            |
| Bari 1997                 | 0             | 1             | 1             | 2             | 15            |
| Tunis 2001                | 0             | 1             | 0             | 1             | 16            |
| Almería 2005              | 0             | 2             | 4             | 6             | 17            |
| Pescara 2009              | 2             | 4             | 0             | 6             | 13            |
| Mersin 2013               | 3             | 2             | 5             | 10            | 13            |
| Tarragona 2018            | 1             | 1             | 0             | 2             | 20            |
| Oran 2022                 | 2             | 1             | 1             | 4             | 18            |
| Totaal                    | 11            | 19            | 19            | 49            | 17            |

Albanië · Algerije · Andorra · Bosnië en Herzegovina · Cyprus · Egypte · Frankrijk · Griekenland · Italië · Joegoslavië · Jordanië · Kosovo · Kroatië · Libanon · Libië · Malta · Marokko · Monaco · Montenegro · Noord-Macedonië · Portugal · San Marino · Servië · Servië en Montenegro · Slovenië · Spanje · Syrië · Tunesië · Turkije · Verenigde Arabische Republiek